# Liste von Arbeitslagern im Kolymagebiet

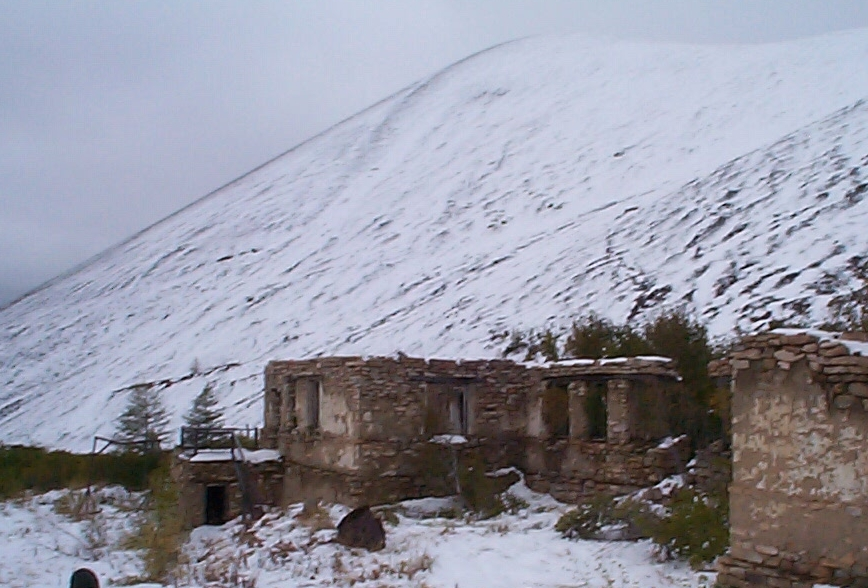
Überreste des Lagers beim Uranbergwerk Butugytschag

Dies ist eine Liste von Arbeitslagern im Kolymagebiet, die zwischen 1931 und 1957 in der nordöstlichen Sowjetunion (heutigen russischen Oblast Magadan und zum Teil der Republik Sacha). Zusammengefasst waren alle Lager als SewWostLag (Russisch: Северо-восточные исправительно-трудовые лагеря, Севвостлаг, СВИТЛ, Nordöstliche Besserungsarbeitslager).

## Geschichte und Entwicklung

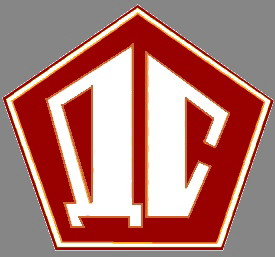
Emblem des Dalstroi ab 1934

Die Lager wurden in der Zeit der Stalinschen Repressionen in der Sowjetunion ab den 1930er-Jahren im System der Hauptverwaltung der Besserungsarbeitslager (Gulag) im Bereich des Oberlaufes der namensgebenden Kolyma und ihrer Nebenflüsse, des Kolymagebirges und seiner Ausläufer sowie an der Küste des Ochotskischen Meeres errichtet. Das Kolymagebiet war eine der Regionen des Landes mit der größten Anzahl von Lagern und zugleich mit den schwierigsten Bedingungen. Die Häftlinge wurden vorrangig bei der Förderung von Gold und anderen Bodenschätzen, wie Uran oder Zinn, sowohl im Tagebau als auch unter Tage eingesetzt. Die wirtschaftlichen Aktivitäten unterstanden dem Dalstroi, der von 1931 bis 1957 existierenden Hauptbauverwaltung des Fernen Nordens (russisch Glawnoje uprawlenije stroitelstwa Dalnewo Sewera, GUSDS), die von 1938 bis 1953 dem Innenministerium der UdSSR (NKWD, später MWD), danach dem Ministerium der metallurgischen Industrie unterstand. Zuletzt umfasste der Tätigkeitsbereich des Dalstroi neben dem Kolymagebiet das gesamte Festlandterritorium der Sowjetunion östlich der Flüsse Lena-Aldan-Maja bis Tschukotka, mit Ausnahme Kamtschatkas. Anfang der 1940er-Jahre erreichte die Zahl der vom Dalstroi – hauptsächlich im Kolymagebiet – eingesetzten Strafgefangenen mit gleichzeitig knapp 100.000 ihren maximalen Stand; das war zu diesem Zeitpunkt fast die Hälfte der Gesamtzahl der Beschäftigten. 1950 waren noch etwa 20 % der nunmehr über 250.000 Dalstroi-Beschäftigten Strafgefangene, aber auch unter den anderen 80 % stellten einen bedeutenden Teil aus den Lagern Entlassene, die jedoch das Gebiet bis auf Weiteres nicht verlassen durften.
Nach Auflösung von Dalstroi und Gulag beziehungsweise Eingliederung ihrer direkten Nachfolger in das umstrukturierte Strafvollzugssystem der Sowjetunion bis Ende der 1950er-Jahre bestanden mehrere Straflager im Kolymagebiet weiter, die letzten bis 1987.

## Übersicht der Lager
Im berüchtigten Kolyma-Gebiet war vor allem eine Anzahl von ITL-Besserungsarbeitslagern zu finden, allen voran SewWostLag, und dann das Sonderlager des MWD BerLag; sie alle gehörten zu dem großen hier tätigen Dalstroi-Komplex. Die einzelnen Lager befanden sich in folgenden Orten:
- Annuschka
- Arkagala
- Arman
- At-Urjach
- Atka
- Bjorjoljoch (heute nordöstlicher Stadtteil von Sussuman)
- Burchala
- Debin
- Duskanja
- Jagodnoje
- Jana
- Laso-Bergwerk
- Maldjak
- Nagajewo (Hafen von Magadan)
- Ola
- Orotukan
- Pjostraja Dreswa
- Poljarny
- Spornoje
- Srednekan
- Sussuman
- Taskan
- Tenki
- Tschornoje Osero
- Tumanny